# Martin Albertsen
Martin Fruelund Albertsen (* 10. April 1974) ist ein dänischer Handballtrainer, der die Schweizer Frauen-Handballnationalmannschaft trainierte. Er ist Inhaber der internationalen Trainerlizenz EHF Master Coach.

## Karriere

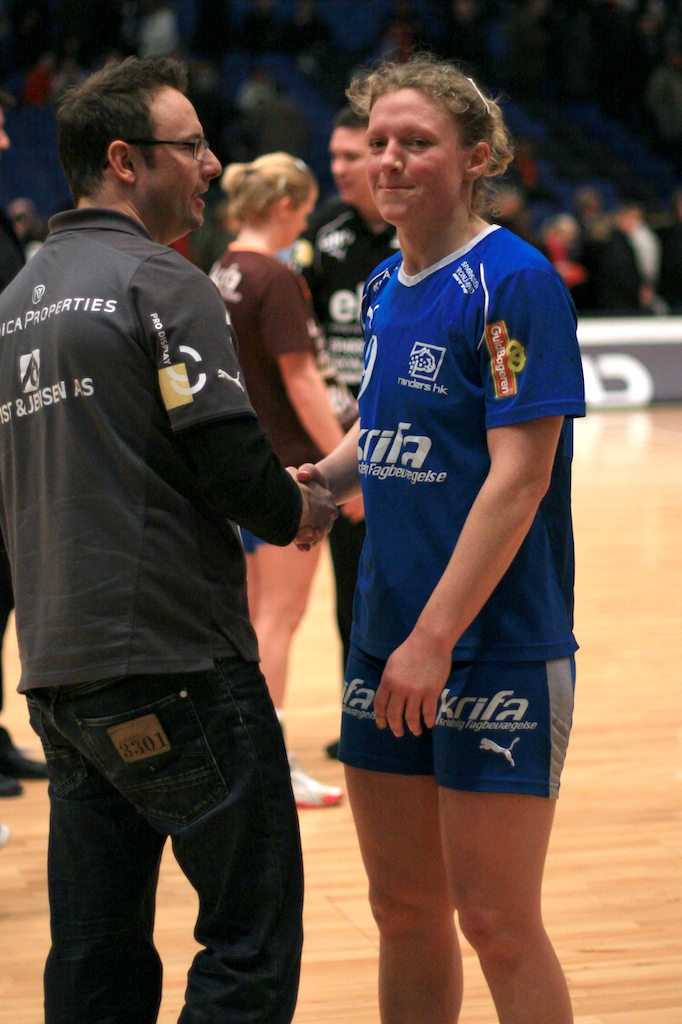
Albertsen mit seiner Cousine Katrine Fruelund

Albertsen spielte anfangs Handball und musste im Alter von etwa 22 Jahren verletzungsbedingt seine Spielerlaufbahn beenden. Ab 1989 trainierte Albertsen Jugendmannschaften beim dänischen Verein Vorub FB, wo er auch seine Cousine Katrine Fruelund trainierte. Seine nächste Trainerstation war der dänische Frauen-Zweitligist AGF, die er in der Saison 1998/99 betreute. Anschließend war er im Nachwuchsbereich von Viborg HK tätig und nahm im Jahr 2002 das Co-Traineramt der Damenmannschaft an. In der Saison 2003/04 trainierte Albertsen die Damenmannschaft von VHK, die in dieser Spielzeit die Meisterschaft, den dänischen Pokal sowie den EHF-Pokal gewann. Im Sommer 2004 schloss er sich dem deutschen Bundesligisten HC Leipzig an. Unter seiner Leitung gewann Leipzig 2006 die Meisterschaft sowie den DHB-Pokal.
Albertsen unterschrieb im Jahre 2006 einen Vertrag beim dänischen Erstligisten Randers HK. 2009 gab er sein Traineramt an Jan Leslie ab und wurde Sportmanager bei Randers HK. 2011 übernahm der Däne zum zweiten Mal das Traineramt von Viborg HK. Im November 2012 wurde Albertsen dort entlassen. Zur Saison 2013/14 übernahm er den neugegründeten Verein København Håndbold. Am 29. September 2014 wurde er nach einem missratenen Saisonstart beurlaubt. Im Dezember 2014 übernahm er die SG BBM Bietigheim. Bietigheim gewann unter seiner Führung 2017 die deutsche Meisterschaft. Ab dem 1. Februar 2018 trainierte er zusätzlich die Schweizer Frauen-Nationalmannschaft. 2019 gewann Bietigheim erneut die deutsche Meisterschaft. Nach der Saison 2019/20 gab Albertsen sein Traineramt von Bietigheim ab und war daraufhin in der Schweiz an der Handball-Akademie in der Nachwuchsförderung tätig. Ab August 2022 betreute er zusätzlich die Schweizer Juniorinnennationalmannschaft. Im Sommer 2023 beendete Albertsen seine Tätigkeit beim Schweizer Handballverband und trainierte anschließend den ungarischen Erstligisten Ferencváros Budapest. Im Oktober 2023 wurde sein Vertrag im beiderseitigen Einvernehmen aufgelöst.
Albertsen trainiert seit der Saison 2025/26 den dänischen Erstligisten Bjerringbro FH.